# La Luz Fútbol Club
La Luz Fútbol Club es un club de fútbol uruguayo de la ciudad de Montevideo, surgido en el barrio de Aires Puros. Fue fundado el 19 de abril de 1929.
La Luz obtuvo una vez la Divisional Extra (1933), una vez la Divisional Intermedia (1962), en cuatro ocasiones la Primera "C" (1976, 1992, 2001 y 2003). En 2021 logra el ascenso a la Segunda División en un agónico partido de repechaje y en la temporada siguiente logra inmediatamente el ascenso a la Primera División. Debutó en Primera División en 2023, y descendería a Segunda División ese mismo año.
Es el segundo equipo con más títulos de la Tercera categoría de fútbol Uruguayo.

## Historia
La Luz Football Club fue fundado el 19 de abril de 1929, y su nombre se debe a que en el barrio montevideano de Aires Puros los fundadores del club se reunían en una cantina, la cual era la única del barrio con energía eléctrica, con luz, y de ahí surgió La Luz. 
Al año siguiente, el equipo ya se había inscripto en la Divisional Extra de la Liga Uruguaya de Football Amateur, torneo que logra en el año 1933. Durante varias décadas el club compitió en categorías de ascenso de nivel amateur, como eran las Divisional Extra y la Intermedia. En 1962 sale campeón de la Intermedia y obtiene por primera vez el ascenso para competir en Primera "B" (nivel 2).
La Luz debuta en el profesionalismo en 1963 y rápidamente obtiene buenos resultados coqueteando con el ascenso a Primera: en 1964 finaliza tercero, y en 1965 y 1967 es subcampeón (detrás de Defensor y River Plate respectivamente). Los merengues compitieron 9 años consecutivos en la segunda categoría desde 1963 hasta descender en 1971. 
En 1976 obtiene el título de campeón de Primera "C" y vuelve a ascender a la "B". En esta oportunidad, nuevamente La Luz se encontró muy cerca de ascender a Primera: fue subcampeón en 1978 (detrás de River Plate nuevamente) y al año siguiente fue tercero, lo que le permitió disputar un repechaje de ascenso a Primera junto a Miramar y Liverpool, aunque finalmente fue el conjunto cebrita el equipo ganador del mismo y que logró el ascenso. En 1981 a pesar de salir 9° en la posición general, fue el campeón de la Segunda Ronda, lo que le permitió definir el campeonato junto a El Tanque (ganador Primera Ronda) y Racing (ganador Tabla Anual), culminando tercero en esa Fase Final definitoria. Esta era esperanzadora se quebraría en 1982 cuando La Luz finalizó último y debió jugar un repechaje hexagonal con otros 5 equipos, el cual fue ganado por Cerrito y determinó el descenso del conjunto merengue. 
Posteriormente el equipo pasa a ser un animador permanente de la C: llegando a jugar en 1990 la final con Huracán del Paso de la Arena (final recordada por un arbitraje muy polémico, y que finaliza con incidentes). Dos años más tarde, bajo la dirección técnica de Gustavo Bueno (luego entrenador de formativas de Nacional, Fénix, entre otros equipos) logra el ascenso de manera invicta, con una base de equipo formada por Hernán Basso, los Hermanos Néstor y Diego Rosa, Richard García y Mario Rodríguez. En dicho torneo el arquero del equipo, Hugo Marcelo Carballo, logra el récord de 1129 minutos sin recibir goles, récord entre las divisionales de AUF. La campaña fue espectacular: 16 triunfos, 2 empates y ninguna derrota, con 52 goles a favor y sólo 2 goles recibidos en todo el año. Al año siguiente, La Luz, realiza una muy buena campaña en la Divisional B, terminando cuarto, y llegando hasta la penúltima fecha con posibilidades de ascender a Primera. 
En las siguientes temporadas, los problemas económicos hicieron casi imposible su participación en los torneos. En 1999 el club firmó un convenio con el movimiento salesiano Tacurú, con el cual se buscó aumentar el apoyo popular hacia el club y que se les brindara a los jóvenes carenciados una oportunidad para formar parte de los planteles del club, denominándose al equipo como "La Luz Tacurú", por los pocos años que el convenio estuvo vigente. Entre 2004 y 2009 fueron las últimas participaciones del equipo de Aires Puros en Segunda División hasta descender al amateurismo.

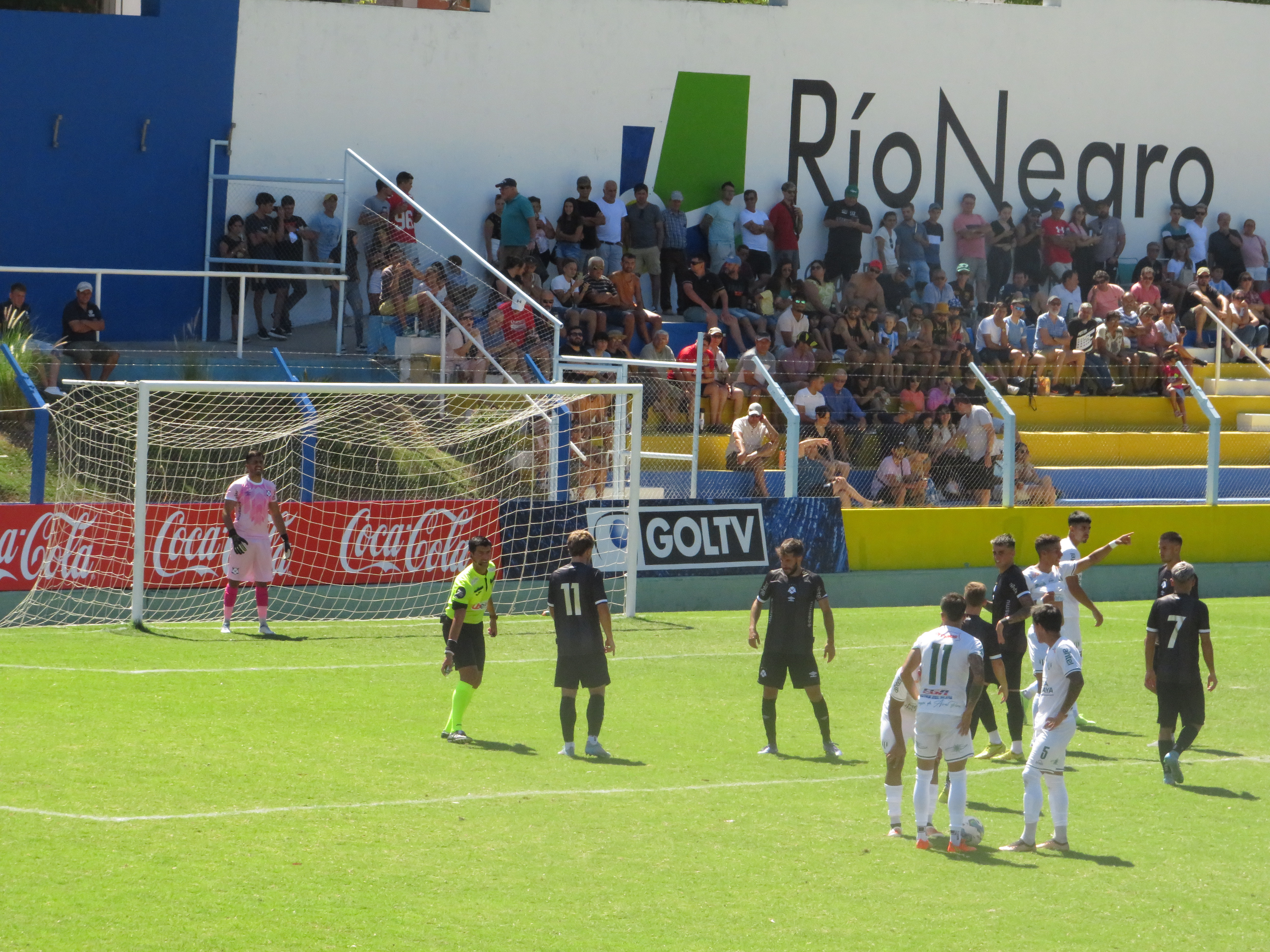
Debut del club en Primera División, contra Wandereres en el Parque Liebig's

Más allá de las dificultades económicas, el merengue continuó siendo uno de los principales animadores del campeonato de Primera "C" (actualmente denominada Primera División Amateur) a lo largo de su historia, logrando 6 títulos en dicha liga. En 2021, La Luz finaliza segundo en la Tabla Anual junto a Tacuarembó, al cual venció por 3:0 en partido disputado en Trinidad, lo cual le permitió acceder al repechaje por el ascenso donde debió enfrentar a Villa Teresa (penúltimo de la Segunda División), y a pesar de ir perdiendo por un global de 0-3, logró empatar la serie en el minuto 102 del segundo partido y vencer posteriormente por penales. Con este logro, La Luz regresó al fútbol profesional luego de 13 años.
En diciembre de 2021 la asamblea de socios del club resuelve firmar un contrato en el que se cede el activo fútbol del club a La Luz FC SAD para que lo represente en las competiciones organizadas por la Asociación Uruguaya de Fútbol.
En 2022 tuvieron un año de ensueño: lograron acceder a la final del Torneo Competencia de Segunda División (perdiendo con Racing), obtuvieron el segundo puesto de la Segunda División y con ello el derecho al ascenso directo por primera vez a la Primera División para 2023 y además, llegaron a la final de la primera edición de la Copa AUF Uruguay luego de eliminar en el camino a equipos como Fénix, Albion, Rampla Juniors y en semifinales al histórico Peñarol en una noche calificada de "heroica". En la final perdieron ante Defensor Sporting por 1-0 en el Estadio Centenario.
El 5 de febrero de 2023 jugó su primer partido en la máxima categoría del fútbol uruguayo, fue en el Estadio Parque Liebig's de Fray Bentos como locatarios, recibieron a Wanderers pero perdieron 1-3. Posteriormente a la derrota 4-3 ante Peñarol en la segunda fecha, renunció Julio Fuentes a la dirección técnica, quien había sido el conductor del equipo en los ascensos consecutivos de 2021 y 2022.Finalmente, el conjunto merenge no logró mantenerse en Primera División, al finalizar en la última posición del campeonato, con un registro de 9 victorias, 9 empates y 19 derrotas.

## Símbolos

### Escudo y bandera
Tanto el escudo como la bandera se componen de una superficie blanca sobre la que hay tres franjas verdes. En el caso del escudo son verticales, mientras que en la bandera del club los bastones son horizontales.
En el escudo se encuentra la inscripción "La Luz F.C." en color verde y sobre fondo blanco. Formato similar existe en la bandera, exceptuando de que se colocan las siglas del club ("L L F C").

## Uniforme
- Uniforme titular: Camiseta blanca con vivos verdes, pantalón blanco, medias blancas.
- Uniforme alternativo: Camiseta negra con vivos verdes, pantalón negro, medias negras.

|  |  |

| Periodo       | Indumentaria | Patrocinador                       |
| ------------- | ------------ | ---------------------------------- |
| 2020-2021     | Starbade     |                                    |
| 2022-2024     | Breus        | FCR Certifica Braglia Inmobiliaria |
| 2024-presente | Mgr Sports   | DGO Antel                          |

## Instalaciones
Actualmente La Luz no posee un estadio propio, y utiliza recintos de otros clubes cuando enfrenta partidos de locatario.

### Antiguas instalaciones
La Luz Football Club poseía un estadio propio, el Estadio "Luis Rivero", ubicado en las calle José Batlle y Ordóñez lindero al Arroyo Miguelete, y con capacidad para 3000 espectadores. Al tiempo de estar desafiliado el club perdió la concesión del predio y el escenario fue demolido para la construcción de un centro de enseñanza.

## Jugadores

### Mercado de pases 2022
| Altas               | Altas         | Altas             | Altas     | Altas  |
| Jugador             | Posición      | Procedencia       | Tipo      |        |
| Verano              | Verano        | Verano            | Verano    | Verano |
| ------------------- | ------------- | ----------------- | --------- | ------ |
| Ramiro Méndez       | Portero       | Defensor Sporting | Préstamo. |        |
| Jhony da Silva      | Portero       | Villa Teresa      | Libre.    |        |
| Francisco Martirena | Defensor      | Fénix             | Libre.    |        |
| Edgar Martínez      | Defensor      | Rampla Juniors    | Libre.    |        |
| Nicolás Rodríguez   | Defensor      | Sud América       | Libre.    |        |
| Pablo Fagúndez      | Defensor      | Villa Teresa      | Libre.    |        |
| Federico Larraura   | Mediocampista | Villa Teresa      | Libre.    |        |
| Carlos Muela        | Mediocampista | Central Español   | Libre.    |        |
| Pablo Porcile       | Mediocampista | Cerro             | Libre.    |        |
| Juan Quintana       | Mediocampista | River Plate       | Préstamo. |        |
| Agustín Gutiérrez   | Delantero     | Miramar Misiones  | Libre.    |        |
| Horacio Sequeira    | Delantero     | Rampla Juniors    | Libre.    |        |
| Pablo Silva         | Delantero     | Villa Española    | Libre.    |        |
| Gastón Álvarez      | Delantero     | Artigas           | Libre.    |        |

| Bajas           | Bajas         | Bajas          | Bajas            | Bajas |
| Jugador         | Posición      | Destino        | Tipo             |       |
| --------------- | ------------- | -------------- | ---------------- | ----- |
| Luis Cartés     | Portero       | Rampla Juniors | Fin de Préstamo. |       |
| Óscar Castro    | Defensor      | Rocha          | Libre.           |       |
| Mathías Richino | Defensor      | Sin Equipo     | Libre.           |       |
| Daniel Ceballes | Mediocampista | Sin Equipo     | Libre.           |       |
| Joel Pías       | Mediocampista | Sin Equipo     | Libre.           |       |
| Iván Salazar    | Mediocampista | Plaza Colonia  | Fin de Préstamo. |       |

## Estadísticas

### Récord de mayor tiempo con la valla invicta
El golero de La Luz Hugo Carballo, es quien ha mantenido más tiempo su arco sin batir en una divisional del fútbol uruguayo, totalizando 1.129 minutos de imbatibilidad en 1992. Como este récord fue logrado en la última divisional del fútbol uruguayo, e históricamente la Divisional C es considerada amateur, algunos estadistas no consideran el récord del arquero Carballo, y toman como récord el de Ladislao Mazurkiewicz, logrado en la Primera División y, por lo tanto, en una categoría profesional.
Por detrás del histórico arquero de Peñarol, quien ocupa el segundo lugar en el profesionalismo es Gustavo Munúa, quien en la temporada 2003 estuvo cerca de destronar el récord de imbatibilidad de Mazurkiewicz logrado en 1968, pero aun lejos de la marca de Carballo.
| Pos. | Jugador               | Club     | Temporada | Divisional | Minutos invictos |
| ---- | --------------------- | -------- | --------- | ---------- | ---------------- |
| 1°   | Hugo Carballo         | La Luz   | 1992      | 3/3        | 1.129            |
| 2°   | Ladislao Mazurkiewicz | Peñarol  | 1968      | 1/3        | 987              |
| 3°   | Gustavo Munúa         | Nacional | 2003      | 1/3        | 962              |
| 4°   | Sergio Rochet         | Nacional | 2022      | 1/3        | 819              |

## Palmarés

### Torneos de Liga
|                                        | Títulos | Torneos nacionales                           | Títulos                | Subcampeonatos         |
| -------------------------------------- | ------- | -------------------------------------------- | ---------------------- | ---------------------- |
| Copa nacional                          | -       | Copa Uruguay (0/1)                           |                        | 2022                   |
| Segunda categoría de fútbol en Uruguay | -       | Segunda División Profesional (0/4)           |                        | 1965, 1967, 1978, 2022 |
| Tercera categoría de fútbol en Uruguay | 5       | Divisional Intermedia (1/0)                  | 1962                   |                        |
| Tercera categoría de fútbol en Uruguay | 5       | Primera "C" / Primera División Amateur (4/4) | 1976, 1992, 2001, 2003 | 1974, 1990, 2002, 2021 |
| Cuarta categoría de fútbol en Uruguay  | 1       | División Extra (Liga Amateur) (1/0)          | 1933                   |                        |

### Otros torneos
|         | Torneos nacionales                                | Títulos | Subcampeonatos |
| ------- | ------------------------------------------------- | ------- | -------------- |
| Nivel 2 | Torneo Competencia de Segunda División (0/1)      |         | 2022           |
| Nivel 3 | Play-offs de Liga Metropolitana Amateur (1)       | 2001    |                |
| Nivel 3 | Torneo Apertura de Liga Metropolitana Amateur (1) | 2002    |                |

## Otras disciplinas

### Fútbol femenino
La Luz compite a nivel femenino con el nombre de La Luz City Park, debutó en el fútbol femenino en la Tercera Categoría, obteniendo en su primer año de competición el título en la Tercera Categoría de fútbol femenino. Consiguiendo anteriormente los Torneos Apertura y Clausura de dicha división, obteniendo el ascenso a la Segunda categoría. 
| Torneos nacionales                                                       | Títulos      | Subcampeonatos |
| ------------------------------------------------------------------------ | ------------ | -------------- |
| Tercera Categoría de fútbol femenino (1/0)                               | 2022         |                |
| Torneo Apertura y Clausura de Tercera Categoría de fútbol femenino (2/0) | 2022A, 2022C |                |